# Szeherezada (suita symfoniczna)
Szeherezada – suita skomponowana przez Nikołaja Rimskiego-Korsakowa w 1888. 
Jest to utwór programowy. Program ów osnuty jest na arabskich baśniach z tysiąca i jednej nocy. Poszczególne części nawiązują do treści opowiadanych przez Szeherezadę.
Sheherezada ma 4 części:
1. Wstęp. Morze i okręt Sindbada.
2. Opowiadanie księcia Kalendera.
3. Młody książę i księżniczka.
4. Święta w Bagdadzie. Morze. Okręt rozbija się o skałę, na której wznosi się żelazny posąg jeźdźca. Zakończenie.

Przez wszystkie części przewijają się dwa podstawowe tematy: sułtana (surowy, groźny, posępny, przedstawiany w niskich tonach) oraz Szeherezady (ornamentalny, dużo ozdobników o wschodnim kolorycie, oparty na skali wschodniej). We wstępie tematy przeciwstawiają się sobie, a w zakończeniu już są zgodne.
Zobacz też: balet Szeherezada (balet).